# Pontus Kåmark
Pontus Kåmark (Västerås, 5 april 1969) is een Zweeds voormalig betaald voetballer. Kåmark was een vleugelverdediger en speelde 57 interlands in het Zweeds voetbalelftal.

## Clubcarrière
Kåmark begon zijn loopbaan bij Västerås SK in eigen regio. Hij werd vijf maal Zweeds landskampioen met IFK Göteborg. Daarnaast won hij een keer de Svenska Cupen, de nationale voetbalbeker. Hij was een eerste maal actief bij de club van 1989 tot 1995. In die periode moest Göteborg slechts in 1992 de titel laten aan IFK Norrköping. In 1995 werd hij door Leicester City overgenomen van Göteborg. Met Leicester won Kåmark in 1997 de League Cup. In 1999 keerde hij terug naar Zweden.
Kåmark speelde nog voor AIK en opnieuw Göteborg, waar de vleugelverdediger in 2002 zijn carrière beëindigde. Een knieblessure uit 2000 was de oorzaak.

## Erelijst
| Competitie     |              |                              |
| Competitie     | Aantal       | Jaren                        |
| IFK Göteborg   | IFK Göteborg | IFK Göteborg                 |
| -------------- | ------------ | ---------------------------- |
| Allsvenskan    | 5×           | 1990, 1991, 1993, 1994, 1995 |
| Svenska Cupen  | 1×           | 1991                         |
| Leicester City |              |                              |
| League Cup     | 1×           | 1996/97                      |

## Interlandcarrière
Pontus Kåmark maakte deel uit van de Zweedse selectie die onder leiding van bondscoach Tommy Svensson brons behaalde op het WK 1994 in de Verenigde Staten. De selectie bestond voorts uit spelers als (de jonge) Henrik Larsson, Roland Nilsson, Tomas Brolin en Anders Limpar. Hij speelde 57 interlands, zonder te scoren.
Kåmark moest een streep trekken door Euro 2000 in Nederland en België wegens een blessure aan de voorste kruisbanden.